# Beredningsform
Beredningsform eller läkemedelsform beskriver vilken form ett läkemedel har för att kunna tas av eller ges till en patient. Den aktiva substansen hos ett läkemedel är ytterst sällan direkt lämpad att använda. I stället gör man med hjälp av olika hjälpämnen (excipienter) en mer lämplig form som både ska vara lämplig att ta av eller ges till patienten, men också ge läkemedlet en tillräcklig hållbarhet eller särskilda kemiska eller tekniska egenskaper.
Beredningsformen är tillsammans med läkemedelsnamnet och styrkan en del av ett läkemedels identifierande benämning, t.ex. Alvedon 500 mg filmdragerad tablett. Namn på beredningsformer i Sverige och den Europeiska unionen fastställs av European Directorate for the Quality of Medicines and Healthcare (EDQM) i form av s.k. Standard Terms.
De vanligaste beredningsformerna är menade att intas genom munnen.
- Tabletter och kapslar. De kan vara av olika slag såsom snabbverkande, långtidsverkande (depot) eller magsaftsresistenta (frisläpper den aktiva substansen först i tarmen)
- Oral lösning och oral suspension. Flytande läkemedel som innehåller den verksamma substansen
- Resoribletter. En slags tablett som ej skall sväljas utan det aktiva ämnet skall absorberas genom munslemhinnan

När man inte kan ge läkemedlet via munnen eller när en extra snabb effekt önskas kan man ge ett läkemedel direkt i blodet eller i annan vävnad.
- Injektion. Läkemedlet injiceras med en injektionsspruta. Det kan vara både en snabb effekt (och vanligen kortverkande) eller en mer långsamt insättande effekt som ger långtidsverkan (s.k. depotinjektion som ofta ges i en muskel och kan verka upp till flera veckor).
- Infusion. Läkemedlet ges genom en kanyl kopplad via en slang till en infusionspåse, s.k. dropp.

Vid exempelvis luftrörssjukdomar såsom astma och KOL kan man tillföra läkemedel direkt till lungorna.
- Inhalationsspray eller inhalationspulver. Patienten andas in en ånga eller ett pulver med hjälp av en inhalator.

Somliga läkemedel har en effekt på eller i hud och slemhinnor, eller tas upp genom dem.
- Medicinska salvor och krämer.
- Ögonsalvor och -droppar.
- Stolpiller (suppositorier). Ges i ändtarmen.
- Vagitorier. Ges i slidan och är ofta avsett för lokal effekt.
- Medicinskt plåster. Sätts på huden för lokal effekt
- Depotplåster. Sätts på huden och utsöndrar en kontrollerad mängd läkemedel under några dagar som tas upp i kroppen genom huden.
- Implantat. Läkemedel som förs in i kroppen (t.ex. under huden) för att där avge det aktiva ämnet. Exempel på detta är vissa preventivmedel.

Exempel på olika läkemedelsformer
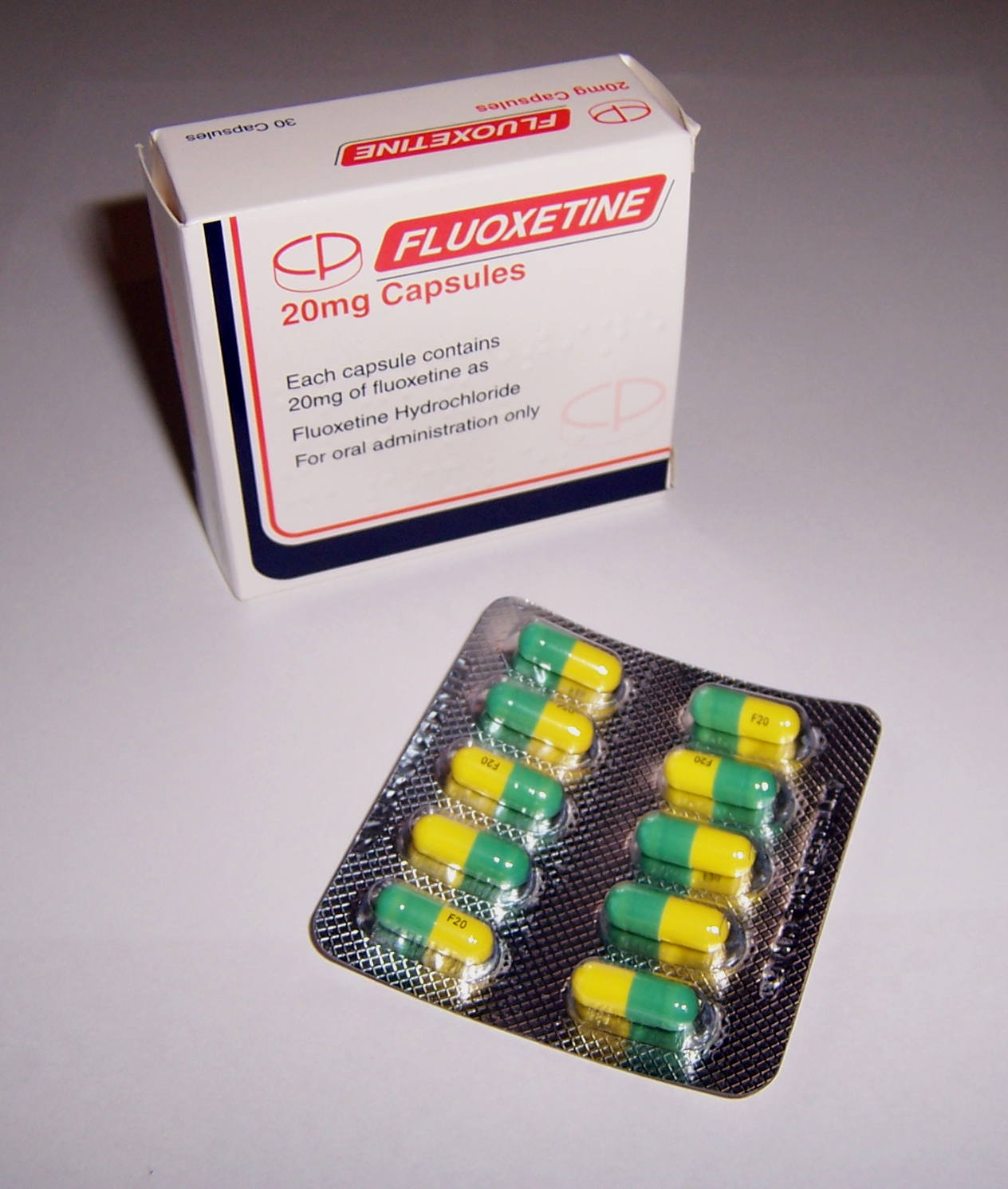
Kapslar.
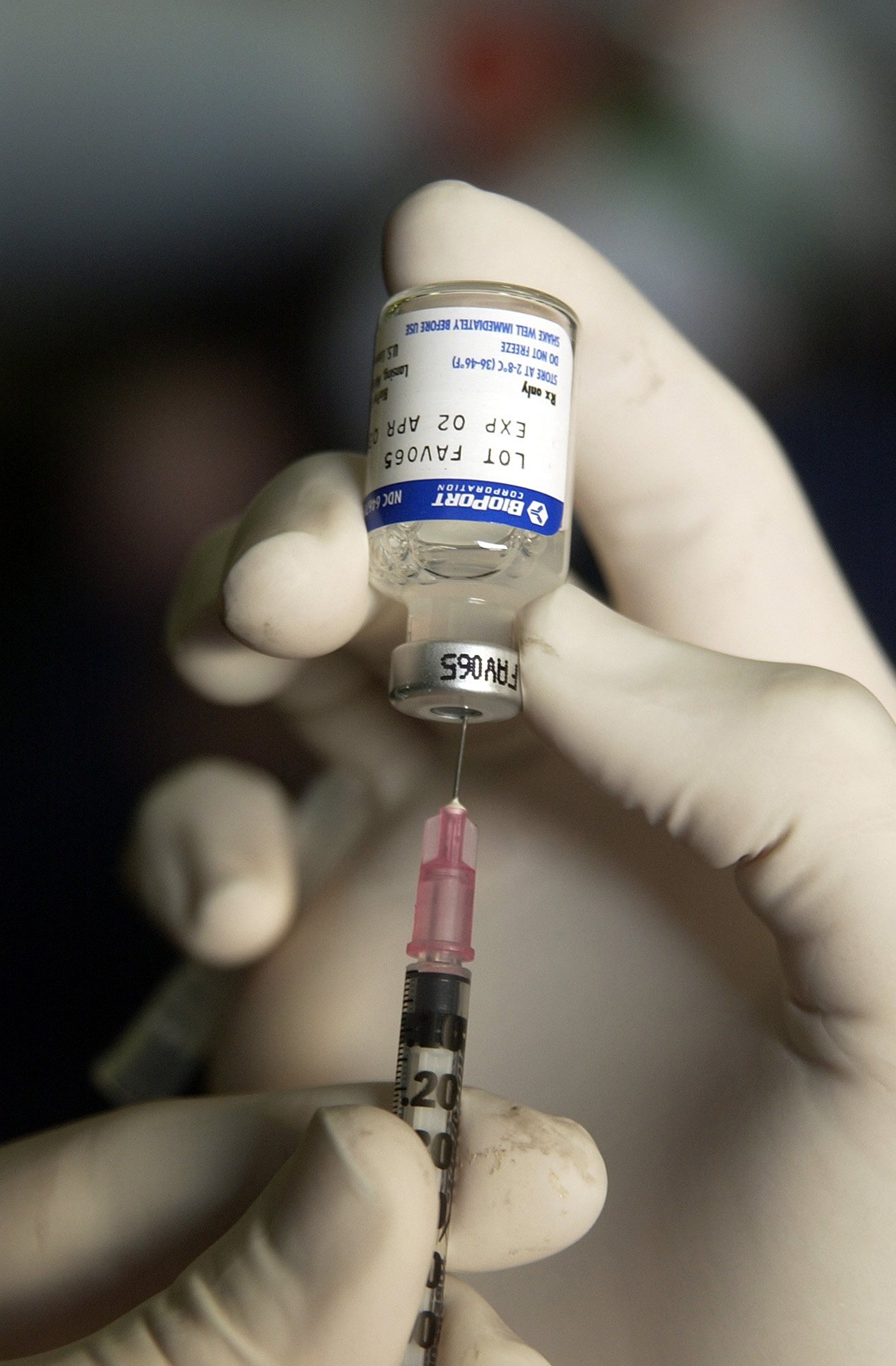
Injektionsvätska att ges med en spruta.
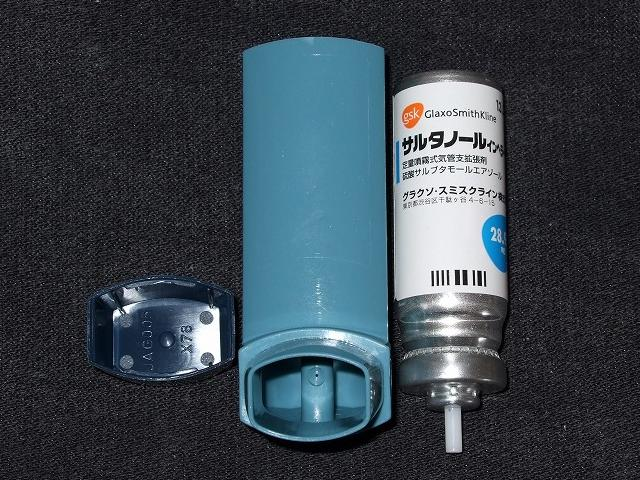
Inhalationsspray.
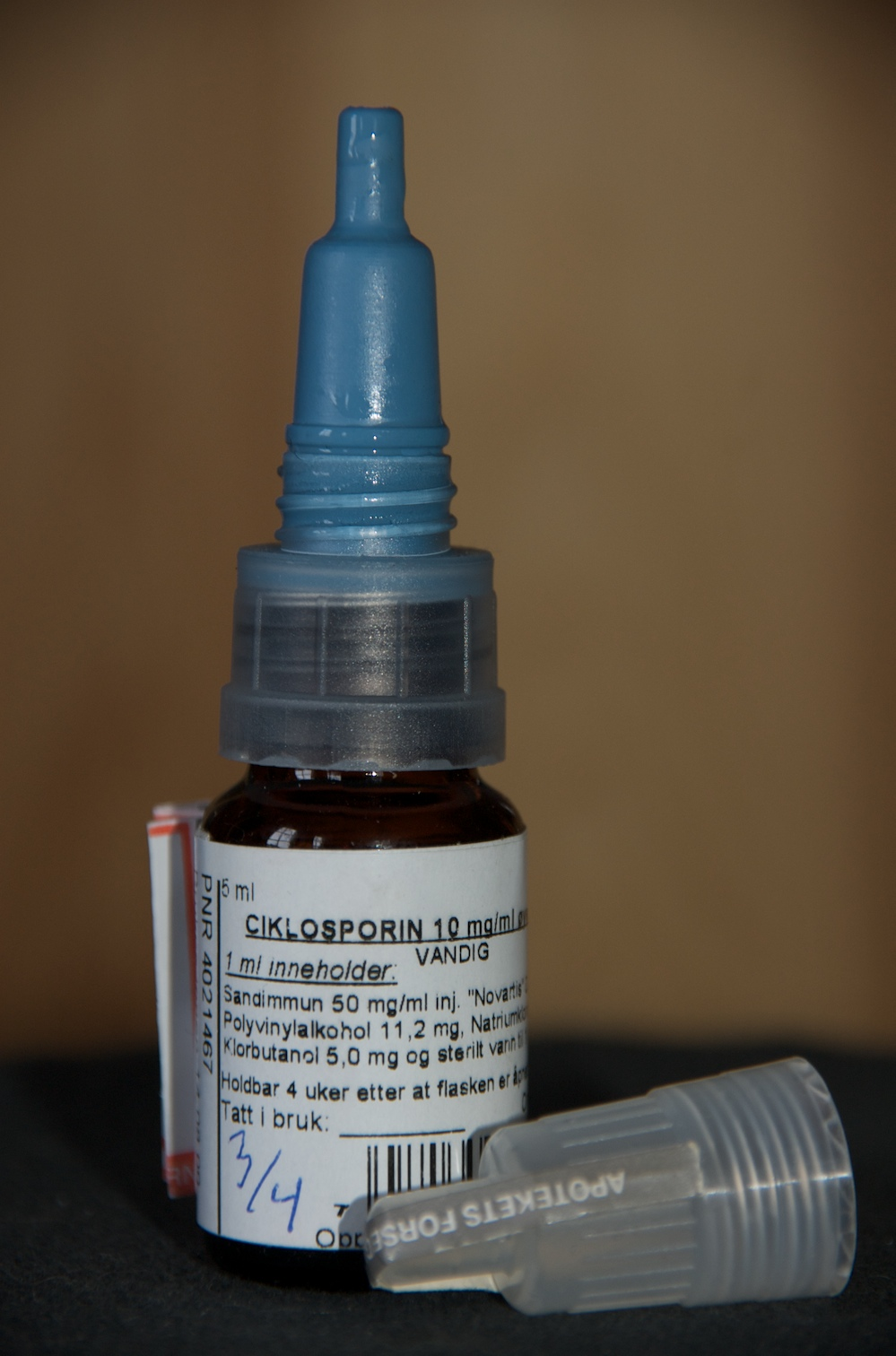
Ögondroppar.